# 亨茨維爾 (北卡羅萊納州)
亨茨維爾（英語：Huntsville）是位於美國北卡羅萊納州亞德金縣的非建制地區。

## 歷史
亨茨維爾的郵局於1795年設立，其後於1907年停運。

## 地理
亨茨維爾所處的海拔為高於海平面263米（即863英呎），而該地所採用的時區為UTC-5，即北美东部时区（EST）。同時該地設有夏令時間，為UTC-5調快一小時，即UTC-4（EDT）。